# Ливада (Грчка)
Ливада (грч. Λιβάδια, Ливадија) је насељено место у општини Пеонија у периферији Средишња Македонија, Грчка. Према попису из 2021. године било је 123 становника.
Према бугарском географу и историчару, Василу Канчову, у Ливади је 1900. године живело 2.100 Аромуна. Село су основали аромунски сточари из Епира који су се населили око 1780. године, откупивши земљиште од неког турског бега. Првобитно су основане Голема и Мала Ливада, које се од 1928. воде као једно насеље. Године 1925. иселило се 200 породица у добруџанска села Арабаџилар и Асанкој (тада Румунија). На попису из 1928. године Ливада је имала 303 становника. За време Другог светског и Грчког грађанског рата село је доста страдало а његово становништво је избегло. Обновљено је 1981. године када је имало 15 становника.